# Salvatore (Vorname)
Salvatore ist ein männlicher Vorname, die italienische Form des Vornamens Salvator (von lateinisch salvator ‚Retter, Heiler‘).

## Namensträger
- Salvatore Abarca (* 1986), ehemaliger chilenischer Fußballspieler
- Salvatore Accardo (* 1941), italienischer Violinist und Dirigent
- Salvatore Adamo (* 1943), belgischer Musiker, Liedermacher und Schlagersänger
- Salvatore Amirante (* 1984), italienischer Fußballspieler
- Salvatore A. Angelella (* 1959), pensionierter Generalleutnant der United States Air Force
- Salvatore Antibo (* 1962), italienischer Leichtathlet
- Salvatore Aronica (* 1978), italienischer Fußballspieler
- Salvatore Bagni (* 1956), italienischer Fußballspieler
- Salvatore Balsamo (1894–1922), italienischer Maler
- Salvatore Boccaccio (1938–2008), italienischer Geistlicher, Bischof von Frosinone-Veroli-Ferentino
- Salvatore Bocchetti (* 1986), italienischer Fußballspieler und -trainer
- Salvatore Bonafede (* 1962), italienischer Jazzpianist
- Salvatore Borgese (* 1937), italienischer Schauspieler und Stuntman
- Salvatore Briguglio (1930–1978y), amerikanisch-italienischer Mafioso und Auftragsmörder
- Salvatore Cabella (1896–1965), italienischer Wasserballspieler
- Salvatore Cammarano (1801–1852), italienischer Literat, Librettist und Regisseur
- Salvatore Cascio (* 1979), italienischer Schauspieler
- Salvatore Cassisa (1921–2015), italienischer Geistlicher, Erzbischof von Monreale
- Salvatore Commesso (* 1975), italienischer Radrennfahrer
- Salvatore Joseph Cordileone (* 1956), römisch-katholischer Erzbischof von San Francisco
- Salvatore Cottone (1872–1958), italienischer Pianist und Liedbegleiter
- Salvatore Cutugno (1943–2023), bekannt als Toto Cutugno, italienischer Liedermacher, Songwriter und Sänger
- Salvatore D’Aquila (1878–1928), italienischer Mafioso in New York
- Salvatore De Giorgi (* 1930), italienischer Geistlicher, Erzbischof von Palermo
- Salvatore Di Cristina (* 1937), italienischer Geistlicher, Erzbischof von Monreale
- Salvatore Esposito (* 1986), italienischer Schauspieler
- Salvatore Ferragamo (1898–1960), italienischer Schuhdesigner
- Salvatore Fisichella, bekannt als Rino Fisichella (* 1951), italienischer Theologe und Kurienerzbischof
- Salvatore Frega (* 1989), italienischer Komponist für zeitgenössische Kunstmusik und experimentelle Musik
- Salvatore Gambino (* 1983), deutscher Fußballspieler italienischer Abstammung
- Salvatore Garau (* 1953), italienischer Maler
- Salvatore Giancana, bekannt als Sam Giancana (1908–1975), US-amerikanischer Mafioso
- Salvatore Giuliano (auch Turiddu Giuliano; 1922–1950), sizilianischer Separatist
- Salvatore Gravano (* 1945), US-amerikanischer Krimineller
- Salvatore Greco (Mafioso, 1923) (1923–1978), italienischer Mafioso
- Salvatore Greco (Mafioso, 1924) (1924–??), italienischer Mafioso
- Salvatore Greco (Schauspieler) (* 1980), Schweizer Schauspieler
- Salvatore Gristina (* 1946), italienischer Geistlicher, Erzbischof von Catania
- Salvatore Ingrassia, bekannt als Salvo (* 1952), Schweizer Sänger und Entertainer
- Salvatore Inzerillo (Mafioso) (1944–1981), italienischer Mafioso
- Salvatore Lanna (* 1976), italienischer Fußballspieler und -trainer
- Salvatore Licitra (1968–2011), italienischer Sänger (Tenor)
- Salvatore Lilli (1853–1895), italienischer Franziskanerpater, Missionar in Armenien
- Salvatore Lima (1928–1992), italienischer Politiker
- Salvatore Lo Piccolo (* 1942), italienischer Mafioso, Anführer der sizilianischen Cosa Nostra
- Salvatore Lucania, bekannt als Lucky Luciano (1897–1962), US-amerikanischer Mobster
- Salvatore Maccali (* 1955), ehemaliger italienischer Radrennfahrer
- Salvatore Mancuso (* 1986), italienischer Radrennfahrer
- Salvatore Maranzano (1886–1931), italienischer Mafioso in New York
- Salvatore Martirano (1927–1995), US-amerikanischer Komponist
- Salvatore Masiello (* 1982), italienischer Fußballspieler
- Salvatore Massaro, bekannt als Eddie Lang (1902–1933), US-amerikanischer Jazz-Musiker
- Salvatore Mazzarano (1965–2024), italienischer Fußballspieler
- Salvatore Meo (1855–1936), italienischer römisch-katholischer Geistlicher und Weihbischof
- Salvatore Molina (* 1992), italienischer Fußballspieler
- Salvatore Morale (* 1938), italienischer Leichtathlet
- Salvatore Nicolosi (1922–2014), italienischer Geistlicher, Bischof von Noto
- Salvatore Ottolenghi (1861–1934), italienischer Arzt und Hochschullehrer (Rechtsmedizin)
- Salvatore Pappalardo (1918–2006), italienischer Geistlicher, Erzbischof von Palermo und Kardinal
- Salvatore Pappalardo (* 1945), italienischer Geistlicher, Erzbischof von Syrakus
- Salvatore Pelosi (1906–1974), italienischer Marineoffizier
- Salvatore Piccolo (* 1959), italienischer Archäologe
- Salvatore Pincherle (1853–1936), italienischer Mathematiker
- Salvatore Pinna (* 1975), italienischer Fußballtorhüter
- Salvatore Quasimodo (1901–1968), italienischer Lyriker und Kritiker
- Salvatore Riina (1930–2017), italienischer Mafioso
- Salvatore A. Sanna (1934–2018), italienischer Dichter
- Salvatore Sanzo (* 1975), italienischer Fechter
- Salvatore Satta (1902–1975), italienischer Jurist und Schriftsteller
- Salvatore Schillaci (1964–2024), italienischer Fußballspieler
- Salvatore Sciarrino (* 1947), italienischer Komponist
- Salvatore Segrè Sartorio (1859–1949), italienischer Politiker
- Salvatore Sirigu (* 1987), italienischer Fußballspieler
- Salvatore Taglioni (1789–1868), italienischer Tänzer und Choreograf
- Salvatore Todaro (1908–1942), italienischer Marineoffizier
- Salvatore Viganò (1769–1821), italienischer Choreograf, Komponist und Tänzer
- Salvatore Zizzo (* 1987), US-amerikanischer Fußballspieler